# Ovlov
Ovlov é uma banda estadunidense de rock formada em Newtown, Connecticut.

## Carreira
Ovlov foi formado em 2009 com o lançamento de um extended play (EP) intitulado Crazy Motorcycle Jump. Eles seguiram com outro EP em 2011 intitulado What's So Great About The City. Em 2013, a banda lançou seu primeiro álbum de estúdio através da Exploding in Sound, intitulado Am. Em agosto de 2014, Ovlov lançou um split com a banda Little Big League. Dois meses depois, a banda lançou um split com Krill, LVL UP, e Radiator Hospital. Em 2018, Ovlov lançou seu segundo álbum de estúdio, Tru. Eles lançaram seu terceiro álbum de estúdio, Buds, em 2021.

## Discografia
Álbuns de estúdio
- Am (2013)
- Tru (2018)
- Buds (2021)

EPs
- Crazy Motorcycle Jump (2009)
- What's So Great About the City (2011)

Splits
- Ovlov/Little Big League (2014)
- Ovlov/Radiator Hospital/Krill/LVL UP (2014)